# میر اهل ایست‌تاون
میر اهلِ ایست‌تاون (انگلیسی: Mare of Easttown) یک مجموعهٔ تلویزیونی کوتاه آمریکایی در ژانر درام جنایی است که توسط برد اینگلسبی برای سرویس اچ‌بی‌او ساخته شده‌است. این مجموعه به کارگردانی کریگ زوبل و نویسندگی اینگلسبی در ۱۸ آوریل ۲۰۲۱ به نمایش درآمد و در ۳۰ مه ۲۰۲۱ متشکل از هفت قسمت به پایان رسید. در این مجموعه کیت وینسلت نقش اصلی است و جولیان نیکلسون، جین اسمارت، انگوری رایس، ایوان پیترز، سوزی بیکن، دیوید دنمان، نیل هاف، جیمز مک‌اردل، گای پیرس، کیلی اسپینی، جان داگلاس تامپسون و جو تیپت در نقش‌های مکمل حضور دارند.

## داستان
ماجرا درباره کارآگاهی است که در حال تحقیق دربارهٔ قتلی در شهری کوچک نزدیک فیلادلفیا است.

## بازیگران

### اصلی
- کیت وینسلت
- جولیان نیکلسون
- جین اسمارت
- انگوری رایس
- دیوید دنمان
- نیل هاف
- گای پیرس
- کیلی اسپینی
- جان داگلاس تامپسون
- جو تیپت
- ایوان پیترز
- سوزی بیکن
- جیمز مک‌آردل

## بازخورد
این مجموعه با تحسین منتقدان همراه بود و داستان، شخصیت‌ها و نقش‌آفرینی‌های بازیگران، به‌خصوص وینسلت، مورد ستایش قرار گرفت. این مجموعه از میان ۱۲۲ نقد و بر پایهٔ امتیاز جمعی منتقدان وبگاه راتن تومیتوز امتیاز ۹۵٪ و میانگین امتیاز ۸٫۱۰/۱۰ را دارا است.
در متاکریتیک، این مجموعه دارای امتیاز ۸۱ از ۱۰۰ بر اساس بررسی ۴۲ منتقد است که نشان دهنده «تحسین همگانی» است. وینسلت به دلیل عملکردش از سوی منتقدان، از جمله لوسی مانگان از گاردین، تحسین شده‌است؛ این منتقد می‌گوید «اگر بتوانید در دوران کاری طولانی‌مدت خود عملکردی مشخصی داشته باشید، مطمئناً این کار وینسلت است. او کاملاً فوق‌العاده است.»
این مجموعه در هفتاد و سومین جوایز امی ساعات پربیننده، نامزد دریافت ۱۶ جایزه شده‌است و چهار جایزه از جمله بهترین بازیگر زن در مجموعه تلویزیونی کوتاه یا فیلم تلویزیونی برای وینسلت را از آن خود کرده‌است. همچنین وینسلت برای بازی در این مجموعه برندهٔ جایزهٔ گلدن گلوب بهترین بازیگر زن در مینی‌سریال شده‌است.